# Колон (провинция)
Коло́н (исп. Colón) — одна из провинций Панамы. Административный центр — город Колон.

## География
Расположена в северной части страны. Граничит с провинциями: Верагуас (на юго-западе), Кокле, Панама и Западная Панама (на юге) и комаркой Гуна-Яла (на востоке). На севере омывается водами Карибского моря. Через территорию провинции проходит северная часть Панамского канала. Площадь составляет 4891 км².

## Население
Население провинции по данным на 2010 год составляет 241 928 человек. Плотность населения — 49,46 чел./км².

## Административное деление
В административном отношении подразделяется на 5 округов:
- Колон
- Чагрес
- Доносо
- Портобело
- Санта-Исабель